# German Football League 2 2011
Die Saison 2011 der German Football League 2 war die 30. Saison der GFL2, der zweithöchsten Spielklasse des American Football in Deutschland.
Aufgrund der Aufstockung der GFL von 14 auf 16 Mannschaften zur Saison 2012 hin waren jeweils die Erst- und Zweitplatzierten der Staffeln Nord und Süd aufstiegsberechtigt.  Dies waren im Norden die Hamburg Blue Devils und die Berlin Rebels, sowie die Franken Knights und die Rhein-Neckar Bandits im Süden.

## Ligaaufteilung
In der Staffel Nord traten nur sechs Mannschaften an, da die Potsdam Royals vor Saisonbeginn zurückzogen und die Langenfeld Longhorns ebenfalls vor Saisonbeginn aufgrund der Eröffnung eines Insolvenzverfahrens schließlich auf die Teilnahme am Spielbetrieb verzichteten.
| GFL2 Nord               | GFL2 Nord    | GFL2 Süd               | GFL2 Süd    |
| ----------------------- | ------------ | ---------------------- | ----------- |
| Team                    | Vorjahr      | Team                   | Vorjahr     |
| Berlin Rebels (A)       | 6. GFL Nord  | Badener Greifs (N)     | 1. RL Mitte |
| Cologne Falcons         | 6. GFL2 Nord | Darmstadt Diamonds     | 5. GFL2 Süd |
| Hamburg Blue Devils (N) | 1. RL Nord   | Franken Knights        | 3. GFL2 Süd |
| Lübeck Cougars          | 5. GFL2 Nord | Frankfurt Pirates (N)  | 2. RL Mitte |
| Magdeburg Virgin Guards | 4. GFL2 Nord | Holzgerlingen Twister  | 6. GFL2 Süd |
| Troisdorf Jets (N)      | 1. RL West   | Kirchdorf Wildcats (N) | 1. RL Süd   |
|                         |              | Rhein-Neckar Bandits   | 4. GFL2 Süd |
|                         |              | Weinheim Longhorns (A) | 6. GFL Süd  |

- Vorjahr = Platzierung und Liga des Vorjahres
- RL = Regionalliga
- (N) Aufsteiger aus der Regionalliga
- (A) Absteiger aus der GFL

## Saisonverlauf

### GFL2 Nord
Meister im Norden wurden die Hamburg Blue Devils, die gemeinsam mit den zweitplatzierten Berlin Rebels in die GFL aufstiegen. Einen sportlichen Absteiger gab es aufgrund des zu geringen Teilnehmerfeldes nicht. Nach der Saison zogen jedoch die Magdeburg Virgin Guards ihr Team aus der GFL2 zurück.

#### Ergebnisse
| Mannschaft              | BR    | CF   | HBD   | LC    | MVG   | TJ    |
| ----------------------- | ----- | ---- | ----- | ----- | ----- | ----- |
| Berlin Rebels           |       | 40:0 | 7:10  | 21:6  | 41:20 | 33:14 |
| Cologne Falcons         | 0:23  |      | 7:19  | 7:26  | 13:13 | 6:14  |
| Hamburg Blue Devils     | 21:7  | 34:0 |       | 35:6  | 19:0  | 32:7  |
| Lübeck Cougars          | 19:19 | 6:7  | 6:30  |       | 42:21 | 56:13 |
| Magdeburg Virgin Guards | 36:50 | 20:0 | 21:44 | 26:32 |       | 35:28 |
| Troisdorf Jets          | 35:26 | 21:7 | 19:16 | 32:34 | 10:14 |       |

#### Tabelle
| Pl | Verein                  | Sp | S | U | N | Punkte | TD      | Diff. |
| -- | ----------------------- | -- | - | - | - | ------ | ------- | ----- |
| 1  | Hamburg Blue Devils     | 10 | 9 | 0 | 1 | 18:20  | 260:800 | +180  |
| 2  | Berlin Rebels           | 10 | 6 | 1 | 3 | 13:70  | 267:161 | +106  |
| 3  | Lübeck Cougars          | 10 | 5 | 1 | 4 | 11:90  | 213:189 | 0+24  |
| 4  | Troisdorf Jets          | 10 | 4 | 0 | 6 | 08:12  | 193:259 | 0−66  |
| 5  | Magdeburg Virgin Guards | 10 | 3 | 1 | 6 | 07:13  | 226:301 | 0−75  |
| 6  | Cologne Falcons         | 10 | 1 | 1 | 8 | 03:17  | 047:216 | −169  |

_ Aufstieg in die GFL

_ Teilnahme an den Aufstiegs-Play-offs

### GFL2 Süd
In der Staffel Süd konnten die Franken Knights den Meistertitel erringen. Dahinter lagen mit den Darmstadt Diamonds, den Holzgerlingen Twister und den Rhein-Neckar Bandits gleich drei punktgleiche Teams.  Die Bandits, die den direkten Vergleich der drei Teams gewannen, belegten den zweiten Platz und stiegen somit gemeinsam mit den Knights in die GFL auf.  Absteiger in die Regionalligen waren die Badener Greifs und die Weinheim Longhorns.

#### Ergebnisse
| Mannschaft            | BG    | DD    | FK    | FP    | HT    | KW    | RNB   | WL    |
| --------------------- | ----- | ----- | ----- | ----- | ----- | ----- | ----- | ----- |
| Badener Greifs        |       | 17:44 | 13:61 | 13:20 | 14:42 | 20:48 | 7:29  | 17:17 |
| Darmstadt Diamonds    | 42:18 |       | 7:41  | 6:0   | 14:13 | 35:13 | 16:21 | 27:0  |
| Franken Knights       | 27:12 | 17:20 |       | 35:16 | 31:28 | 46:8  | 34:20 | 66:0  |
| Frankfurt Pirates     | 35:48 | 6:18  | 7:28  |       | 18:21 | 21:20 | 0:12  | 31:24 |
| Holzgerlingen Twister | 25:22 | 7:6   | 22:33 | 31:12 |       | 18:8  | 20:0  | 46:15 |
| Kirchdorf Wildcats    | 35:13 | 13:20 | 20:46 | 40:32 | 12:15 |       | 14:16 | 40:34 |
| Rhein-Neckar Bandits  | 15:26 | 34:0  | 26:35 | 28:0  | 24:13 | 40:24 |       | 59:24 |
| Weinheim Longhorns    | 33:30 | 20:26 | 0:57  | 20:54 | 18:27 | 35:37 | 0:53  |       |

#### Tabelle
| Pl | Verein                | Sp | S  | U | N  | Punkte | TD      | Diff. |
| -- | --------------------- | -- | -- | - | -- | ------ | ------- | ----- |
| 1  | Franken Knights       | 14 | 13 | 0 | 1  | 26:20  | 557:199 | +358  |
| 2  | Rhein-Neckar Bandits  | 14 | 10 | 0 | 4  | 20:80  | 377:213 | +164  |
| 3  | Holzgerlingen Twister | 14 | 10 | 0 | 4  | 20:80  | 328:227 | +101  |
| 4  | Darmstadt Diamonds    | 14 | 10 | 0 | 4  | 20:80  | 281:220 | 0+61  |
| 5  | Kirchdorf Wildcats    | 14 | 5  | 0 | 9  | 10:18  | 332:391 | 0−59  |
| 6  | Frankfurt Pirates     | 14 | 4  | 0 | 10 | 08:20  | 252:344 | 0−92  |
| 7  | Badener Greifs        | 14 | 2  | 1 | 11 | 05:23  | 270:473 | −203  |
| 8  | Weinheim Longhorns    | 14 | 1  | 1 | 12 | 03:25  | 240:570 | −330  |

_ Aufstieg in die GFL

_ Teilnahme an den Aufstiegs-Play-offs

_ Abstieg in die Regionalliga